# 5月30日
5月30日（ごがつさんじゅうにち）は、グレゴリオ暦で年始から150日目（閏年では151日目）にあたり、年末まではあと215日ある。

## できごと

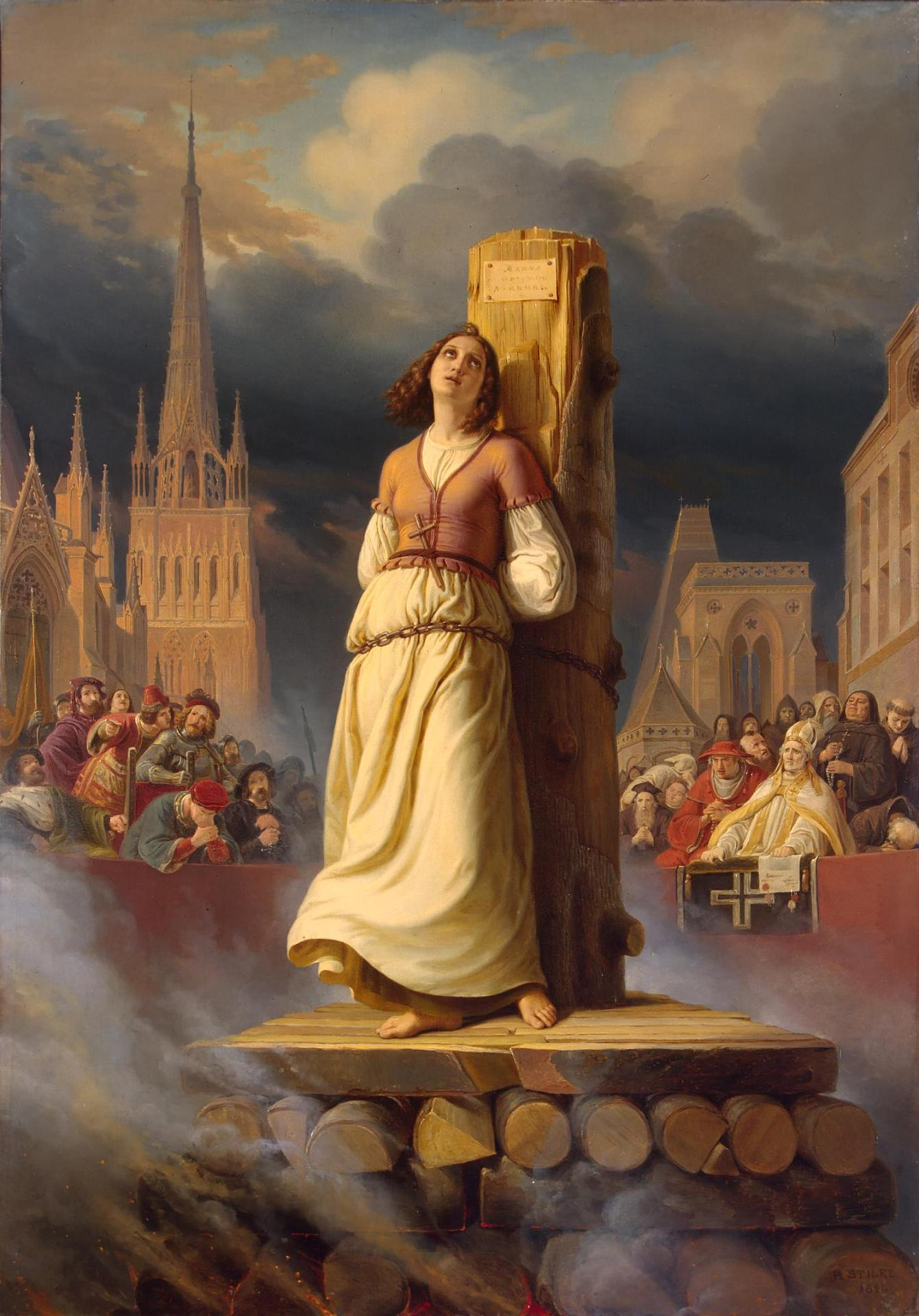
ジャンヌ・ダルク(1412-1431)、異端審問により火刑に処される。

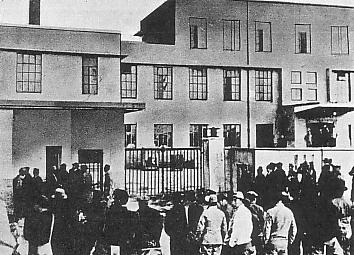
巣鴨拘置所閉鎖(1958)。画像は1945年のもの。

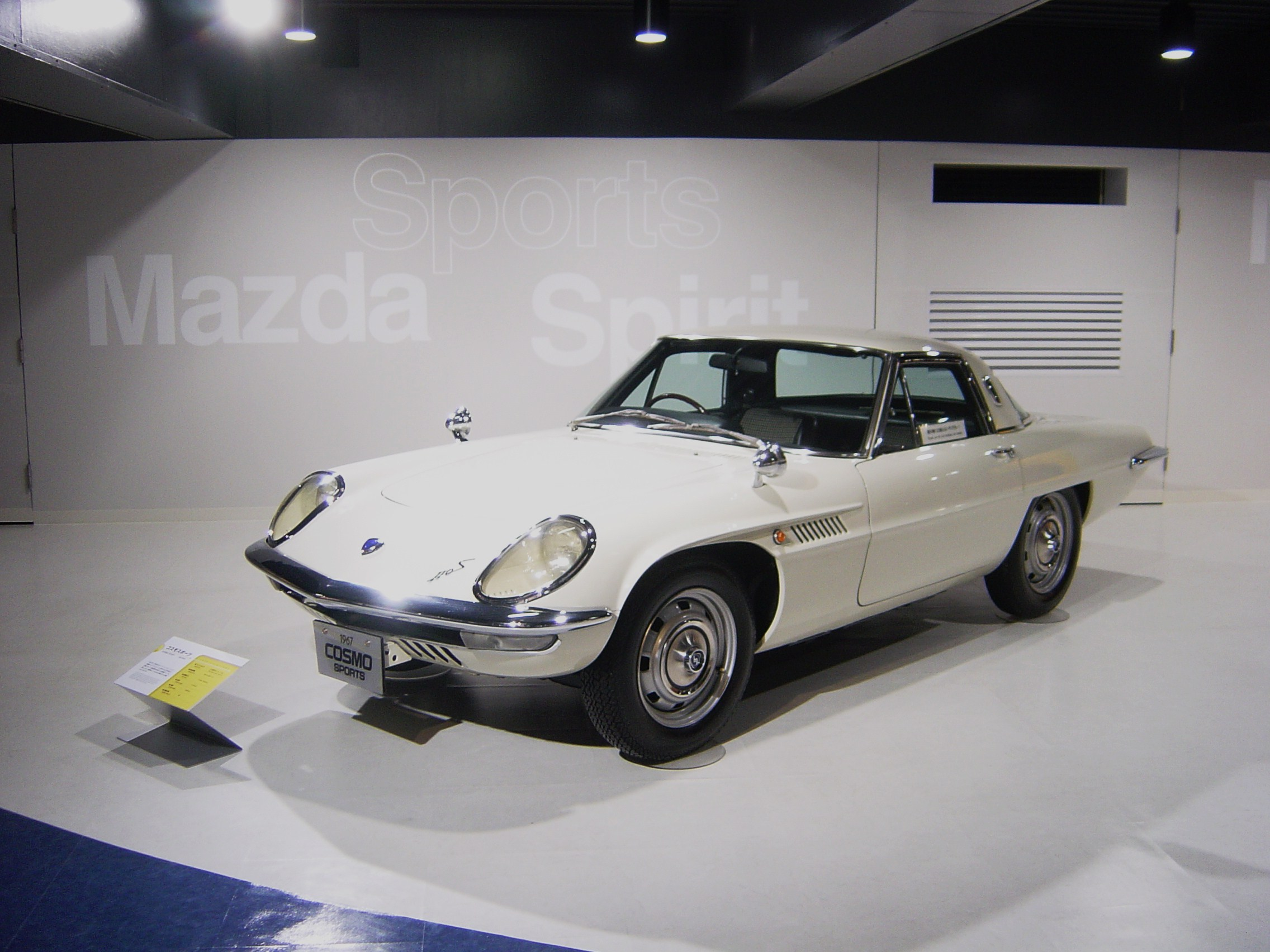
世界初のロータリーエンジン搭載車「コスモスポーツ」発売(1967)

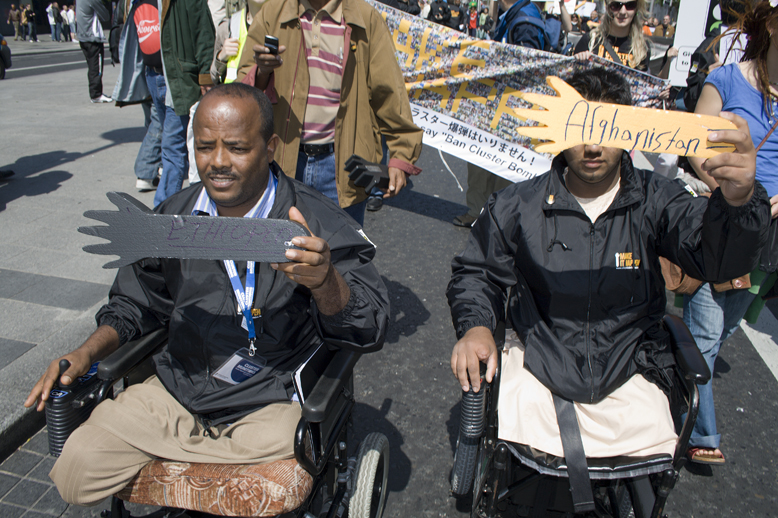
クラスター弾に関する条約が採択される(2008)。画像は禁止を求めるクラスター爆弾被害者。

- 809年（大同4年4月13日） - 第52代天皇・嵯峨天皇が即位。
- 819年（弘仁10年5月3日） - 空海が高野山で金剛峰寺の開創に着手。
- 1333年（元弘3年/正慶2年4月16日） - 足利尊氏が、後醍醐天皇による倒幕挙兵の討伐のために入京。
- 1431年 - ジャンヌ・ダルクが、3ヶ月ほど続いた異端審問の末、フランスのルーアンで火刑に処される[1]。
- 1434年 - フス戦争: リパニの戦い。
- 1536年 - イングランド王ヘンリー8世が3番目の王妃ジェーン・シーモアと結婚。
- 1631年 - フランス初の新聞『ラ・ガゼット（フランス語版）』が創刊。
- 1635年 - 三十年戦争: 神聖ローマ皇帝フェルディナント2世とハイルブロン同盟の指揮官ベルンハルト・フォン・ザクセン＝ヴァイマルが和平条約「プラハ条約」を締結[2]。
- 1814年 - ナポレオン戦争: パリ条約締結。フランス帝国と第六次対仏大同盟諸国との戦争が終結。
- 1854年 - アメリカ合衆国でカンザス・ネブラスカ法が成立し、カンザス準州とネブラスカ準州が発足。
- 1885年 - 福岡県令より福岡県立修猷館（現福岡県立修猷館高等学校）の設置が告示される。（創立記念日）
- 1876年 - オスマン帝国で青年トルコ党によるクーデター。皇帝アブデュルアズィズが廃位され、甥のムラト5世が即位。93日で退位。
- 1911年 - アメリカ・インディアナ州インディアナポリスで第1回インディアナポリス500マイルレース（インディ500）開催。
- 1913年 - バルカン同盟諸国とオスマン帝国との間でロンドン条約が結ばれ、第一次バルカン戦争が終結する。
- 1925年 - 五・三〇事件: 上海でイギリス官憲が中国人労働者に発砲する[3]。
- 1929年 - 1929年イギリス総選挙。労働党が結党以来初めて第一党になる。
- 1935年 - パキスタンでMw 7.7の地震、58,000人死亡。
- 1942年 - ケルン爆撃: イギリス軍がドイツの古都ケルンに大規模爆撃。
- 1950年 - 人民広場事件: 皇居前広場で日本共産党支持者によるデモ隊と占領軍が衝突。
- 1950年 - 文化財保護法公布。
- 1950年 - 大韓民国（第一共和国時代）で第2代総選挙が行なわれる。
- 1952年 - 仙台市の大梶南地域にて、民戦系の在日コリアンが民団系の住民を襲撃。警察が出動する事態に発展。（大梶南事件）
- 1952年 - 東京都板橋に存在した岩之坂上派出所を在日朝鮮人ら約300人が襲撃。警察官12人が拳銃を発射して応戦したため死者3人、重軽傷者10余人[4]。
- 1958年 - 最後のBC級戦犯18人が仮出所し、巣鴨拘置所が閉鎖。
- 1961年 - ドミニカ共和国の独裁者ラファエル・トルヒーヨが部下により暗殺される。
- 1961年 - 京都市内で京都府学生自治連合のデモ隊と警官隊が衝突。双方に重軽傷者69人。デモは同年6月3日にも行われて多数の負傷者を出した[5]。
- 1966年 - サーベイヤー計画: アメリカの無人月探査機「サーベイヤー1号」が打ち上げ。
- 1967年 - ナイジェリアの東部州がビアフラ共和国として独立を宣言。
- 1967年 - 東洋工業（現・マツダ）が、世界初となる2ローターロータリーエンジン搭載車「コスモスポーツ」を発売[6][7]。
- 1968年 - 消費者保護基本法（現・消費者基本法）公布。
- 1971年 - アメリカで火星探査機「マリナー9号」打上げ。
- 1972年 - 日本赤軍がテルアビブのロッド空港で銃乱射（テルアビブ空港乱射事件）。犯人2人を含む26人死亡。
- 1973年 - 輪島が第54代横綱に昇進。初の学生相撲出身の横綱[8]。
- 1975年 - 欧州宇宙機関が設立される。
- 1978年 - アメリカ、テキサスシティでマラソン・オイル社の大型石油タンク（55,000ガロン）2基が次々と爆発炎上。死者20人以上[9]。
- 1981年 - バングラデシュのジアウル・ラフマン大統領が叛乱軍により暗殺。
- 1988年 - 全日本空輸のボーイング737-200型機が、下地島空港で操縦ミスにより離陸に失敗（全日空訓練機下地島離陸失敗事故）。
- 1989年 - 六四天安門事件: 天安門広場に自由の女神像を模した民主の女神像（中国語版）が設置される。
- 1993年 - 巨人、球団創設以来初の4000勝達成。（対中日戦でサヨナラ勝ち）
- 1993年 - 柴田政人が19回目の挑戦で悲願のダービー制覇を達成する[10]。
- 1999年 - 西村博之が巨大掲示板群「2ちゃんねる」を開設。
- 1999年 - 強風で倒壊したステージを背に、LUNA SEA 10TH ANNIVERSARY GIG ［NEVER SOLD OUT］CAPACITY ∞開催。
- 2001年 - 小林雅英が5月25日よりプロ野球新記録となる6日間連続セーブをあげる。
- 2007年 - 白鵬が第69代横綱に昇進。史上4人目の外国人横綱[11]。
- 2008年 - ダブリンにおけるクラスター爆弾に関する外交会議でクラスター弾に関する条約が採択される[12]。
- 2010年 - 民主党・社民党・国民新党の鳩山由紀夫連立政権から社民党が離脱[13]。
- 2010年 - 2011 FIFA女子ワールドカップアジア地区最終予選3位決定戦で日本が6大会連続のワールドカップ出場決定。
- 2015年 - 仙石東北ラインが開業し、仙石線が全線復旧[14][15]。
- 2015年 - 午後8時28分ごろ、小笠原諸島西方沖地震が発生し、東京都小笠原村に属する母島と神奈川県二宮町で最大震度5強の揺れを観測する。震源の深さは682km、マグニチュード8.1[16][17]。

## 誕生日

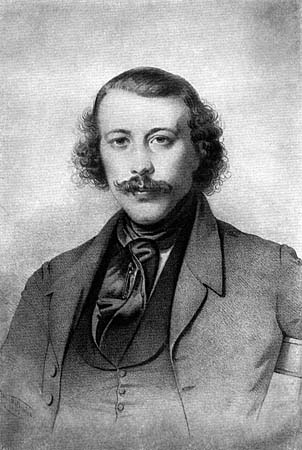
思想家ミハイル・バクーニン(1814-1876)誕生。

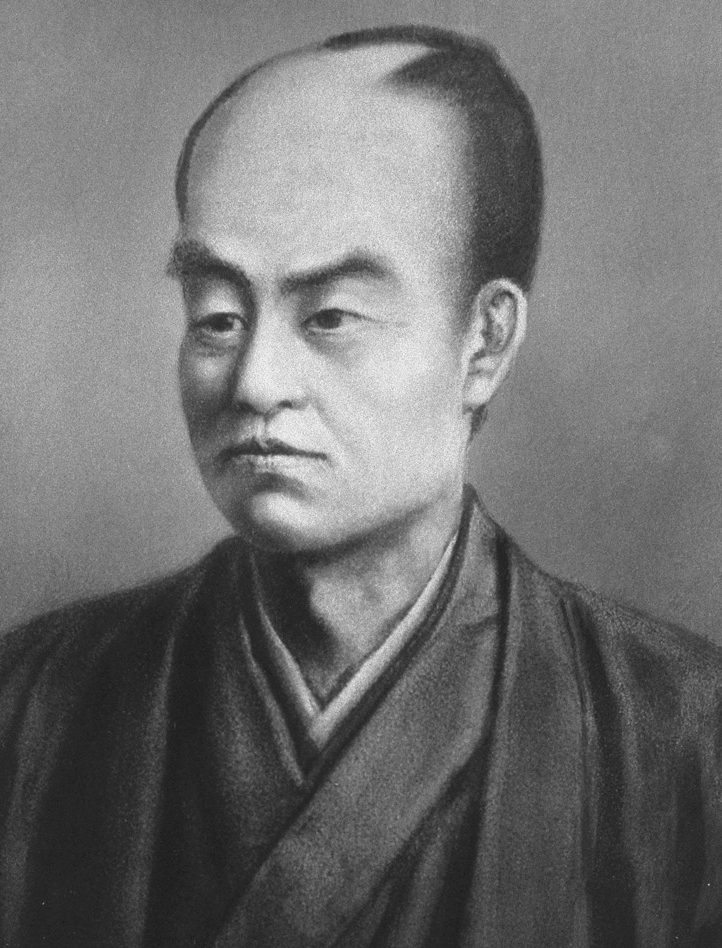
日本陸軍建設の祖、兵学者大村益次郎(1824-1869)誕生。

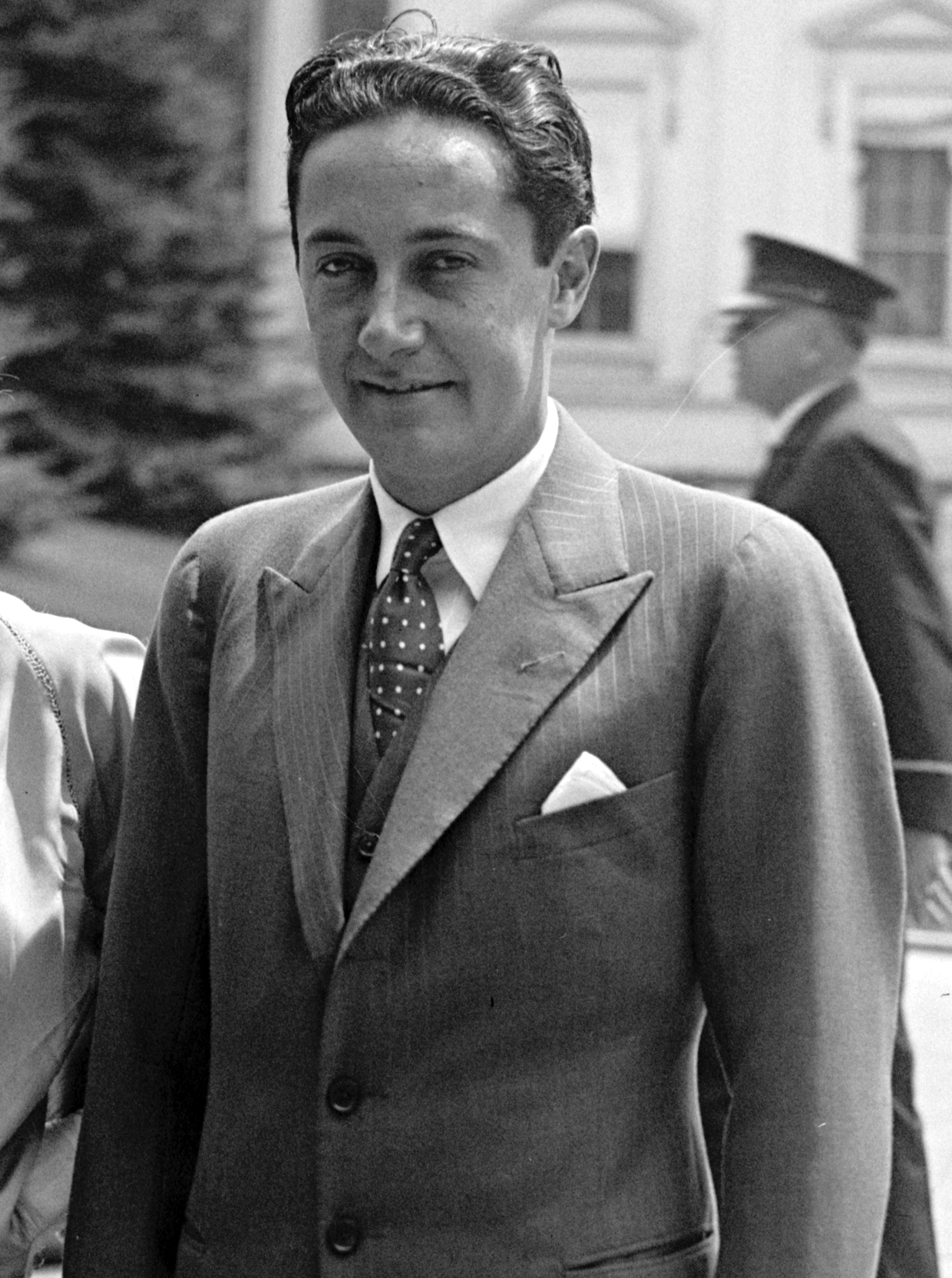
映画プロデューサー、アーヴィング・タルバーグ(1899-1936)誕生。

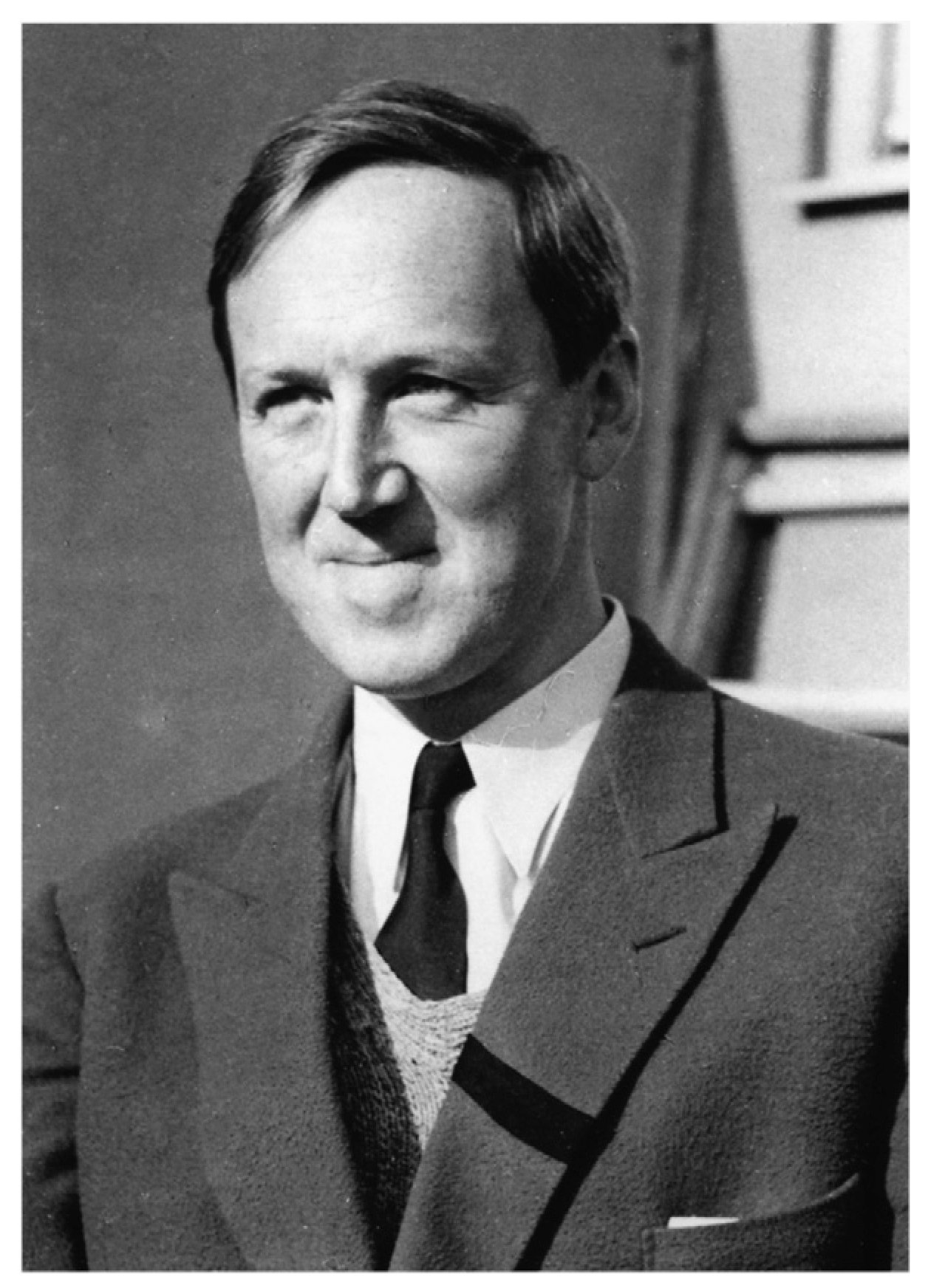
物理学者ハンス・アルヴェーン(1908-1995)誕生。磁気流体力学の基礎を築いた。

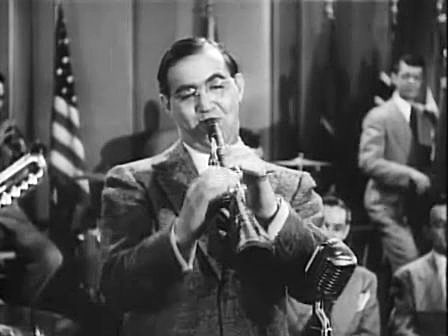
ジャズ・クラリネット奏者、ベニー・グッドマン(1909-1986)誕生。

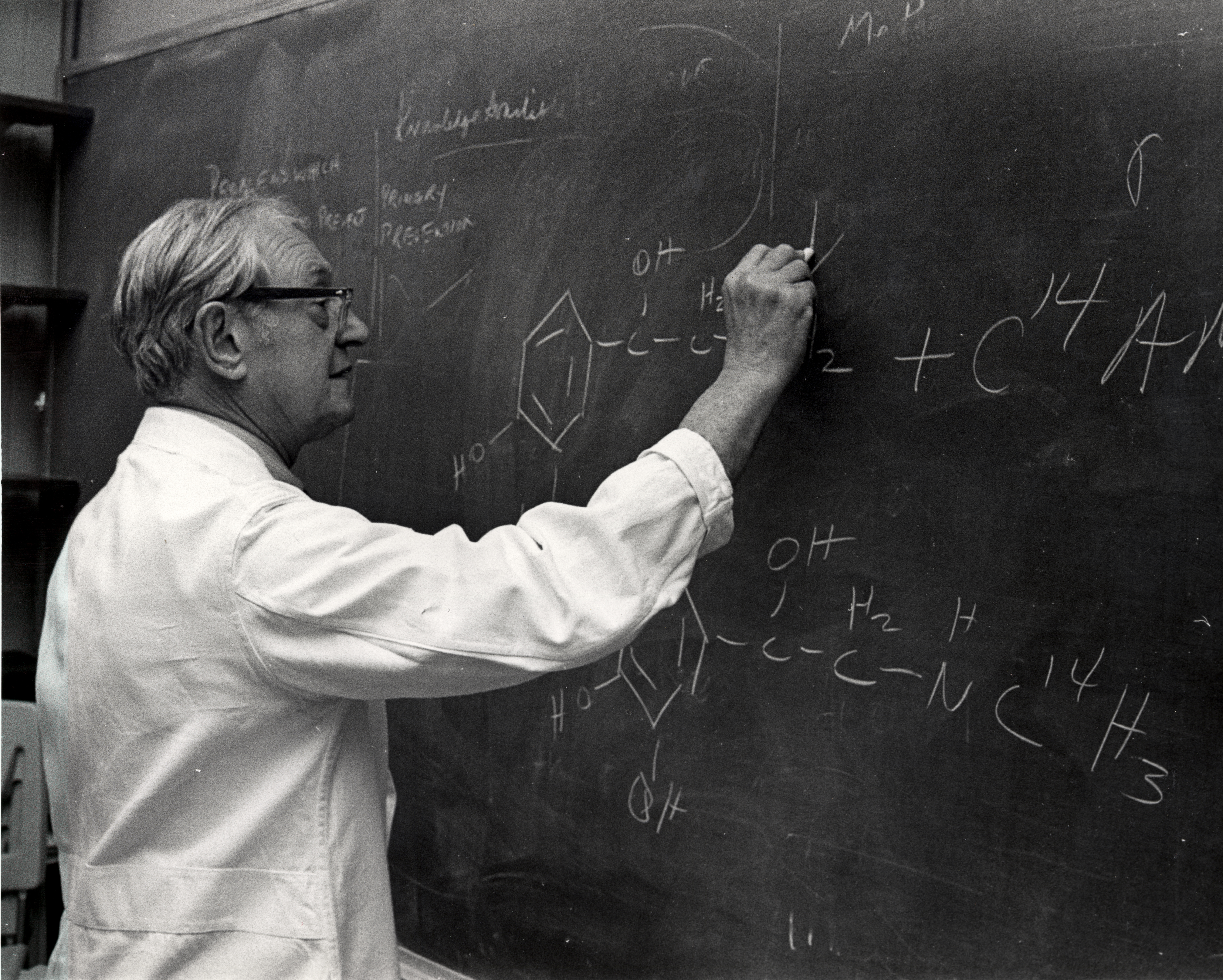
生化学者ジュリアス・アクセルロッド(1912-2004)誕生。神経伝達物質を発見した。

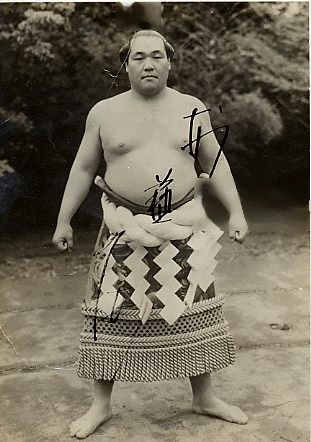
第37代横綱安藝ノ海節男(1914-1979)誕生。

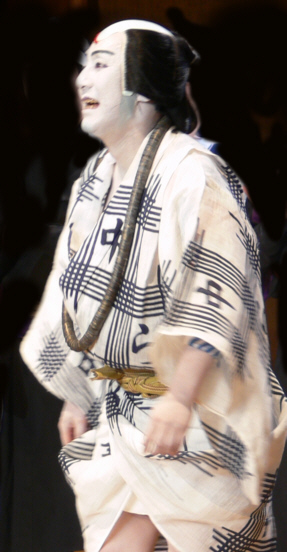
歌舞伎役者18代目中村勘三郎(1955-2012)誕生。

- 1670年（寛文10年4月12日） - 森川俊胤、第4代生実藩主（+ 1746年）
- 1737年（元文2年5月1日） - 酒井忠温、第3代伊勢崎藩主（+ 1801年）
- 1757年 - ヘンリー・アディントン、政治家、イギリス首相（+ 1844年）
- 1793年（寛政5年4月21日） - 鍋島直彜、第9代鹿島藩主（+ 1826年）
- 1814年 - ミハイル・バクーニン、思想家（+ 1876年）
- 1824年（文政7年5月3日） - 大村益次郎、兵学者（+ 1869年）
- 1846年 - ピーター・カール・ファベルジェ、宝石商（+ 1920年）
- 1846年（弘化3年5月6日） - 板倉勝弼、第8代松山藩主・子爵（+ 1896年）
- 1869年 - ジュリオ・ドゥーエ、軍人、軍事学者（+ 1930年）
- 1871年 - エイモス・ルーシー、元プロ野球選手（+ 1942年）
- 1875年 - ジョヴァンニ・ジェンティーレ、哲学者（+ 1944年）
- 1881年 - ゲオルク・フォン・キュヒラー、軍人（+ 1968年）
- 1885年 - エセル・ミューケルト、フィギュアスケート選手（+ 1953年）
- 1890年 - 杉田久女、俳人（+ 1946年）
- 1893年 - イェリー・ダラーニ、ヴァイオリニスト（+ 1966年）
- 1895年 - 深沢豊太郎、政治家（+ 1944年）
- 1896年 - ハワード・ホークス、映画監督（+ 1977年）
- 1899年 - 及川貞、俳人（+ 1993年）
- 1899年 - アーヴィング・タルバーグ、映画プロデューサー（+ 1936年）
- 1903年 - 林房雄、小説家（+ 1975年）
- 1904年 - ソリー・ズッカーマン、動物学者（+ 1993年）
- 1904年 - 吉田正光、日本男性最高齢だった人物 （+ 2016年）
- 1906年 - 柴垣和三雄、数学者、九州大学名誉教授（+ 2001年）
- 1908年 - 戒能通孝、民法学者（+ 1975年）
- 1908年 - 伊馬春部、小説家、劇作家（+ 1984年）
- 1908年 - ハンス・アルヴェーン、物理学者（+ 1995年）
- 1909年 - ベニー・グッドマン、ジャズ（クラリネット）奏者（+ 1986年）
- 1912年 - ジュリアス・アクセルロッド、薬理学者（+ 2004年）
- 1913年 - 仮谷忠男、建設大臣（+ 1976年）
- 1914年 - 安藝ノ海節男、大相撲第37代横綱、年寄第8代不知火、第10代藤島（+ 1979年）
- 1915年 - 平田義正、有機化学者（+ 2000年）
- 1920年 - 安岡章太郎、小説家（+ 2013年）
- 1921年 - 柳亭痴楽 (4代目)、落語家（+ 1993年）
- 1922年 - ハル・クレメント、SF作家（+ 2003年）
- 1925年 - チャーリー・ルイス、元プロ野球選手（+ 2007年）
- 1925年 - ジョン・コック、計算機科学者（+ 2002年）
- 1926年 - 渡邊恒雄、新聞記者、実業家（+ 2024年）
- 1927年 - 宮錦浩、元大相撲力士、年寄10代芝田山（+ 1992年）
- 1928年 - 木村恒久、グラフィックデザイナー（+ 2008年）
- 1928年 - アニエス・ヴァルダ、映画監督（+ 2019年）
- 1930年 - 橋口稔、英文学者、翻訳家、東京大学名誉教授（+ 2020年）
- 1930年 - ロバート・ライマン、美術家（+ 2019年）
- 1930年 - 竹中労、ルポライター、評論家（+ 1991年）
- 1932年 - ポーリン・オリヴェロス、アコーディオン奏者、作曲家（+ 2016年）
- 1933年 - 岩浪洋三、ジャズ評論家（+ 2012年）
- 1934年 - 橋本誼、囲碁棋士
- 1934年 - アレクセイ・レオーノフ、宇宙飛行士（+ 2019年）
- 1935年 - 小坂一也、歌手、俳優（+ 1997年）
- 1937年 - 左とん平、俳優（+ 2018年）
- 1938年 - セルジオ・タッキーニ、ファッションデザイナー
- 1940年 - 塩原明、元プロ野球選手（+ 2023年）
- 1941年 - 大野雄二、作曲家、ジャズピアニスト
- 1943年 - 本田保則、音響監督
- 1943年 - 宮園純子、女優
- 1944年 - 無徒史朗、元プロ野球選手
- 1945年 - 鈴木典比古、経営学者、第2代国際教養大学学長、第11代国際基督教大学学長・名誉教授
- 1946年 - 高嶋仁、高校野球指導者
- 1947年 - 橘修、プロ野球審判員
- 1947年 - 大林雅美、元タレント
- 1948年 - ヒロ・ヤマガタ（山形博導）、画家
- 1948年 - 田尻茂敏、元プロ野球選手
- 1949年 - 道原裕幸、元プロ野球選手
- 1949年 - 火野正平、俳優（+ 2024年）
- 1951年 - フェルナンド・ルゴ、政治家、第37代パラグアイ大統領
- 1952年 - 中村公晴、ミュージシャン（元クリスタルキング）
- 1952年 - 前田三郎、元プロ野球選手
- 1952年 - コチシュ・ゾルターン、ピアニスト、指揮者、作曲家（+ 2016年）
- 1953年 - 三ツ木清隆、俳優
- 1953年 - 庄司智久、元プロ野球選手
- 1953年 - 岩井隆之、元プロ野球選手
- 1954年 - 神崎愛、女優、フルート奏者
- 1954年 - 佐々木正行、元プロ野球選手
- 1954年 - 石田真、元プロ野球選手
- 1955年 - 深沢恵雄、元プロ野球選手
- 1955年 - ジェイク・ロバーツ、プロレスラー
- 1955年 - トッパー・ヒードン、ロックドラマー（ザ・クラッシュ）
- 1955年 - 十八代目中村勘三郎、歌舞伎俳優（+ 2012年）
- 1956年 - 八代目春風亭柳橋、落語家
- 1957年 - 松本匡代、作家
- 1957年 - 千葉光太郎、技術者、実業家、ジャパン マリンユナイテッド社長
- 1957年 - 鈴木満、サッカー指導者、元サッカー選手
- 1958年 - 宇野勝、野球指導者・解説者、元プロ野球選手
- 1958年 - 森本進、野球指導者
- 1959年 - 酒井敏也、俳優
- 1959年 - 関口伸、ナレーター、アナウンサー
- 1959年 - 前野知常、キーボーディスト、作曲家、編曲家
- 1960年 - バイオスフィア、アンビエントミュージシャン
- 1961年 - 中村久美、女優
- 1961年 - 宮嶋茂樹、カメラマン
- 1961年 - キティ・カルザース、フィギュアスケート選手
- 1962年 - 田面木博公、元騎手、調教助手
- 1962年 - ベルント・グレムザー、ピアニスト
- 1963年 - 小島章利 、実業家、コジマ第2代代表取締役社長
- 1963年 - 田畑一雄、官僚
- 1963年 - 西沢浩一、元プロ野球選手
- 1963年 - 向井政生、TBSアナウンサー（+ 2023年）
- 1964年 - 古市コータロー、ミュージシャン（THE COLLECTORS）
- 1964年 - 岸佳之、元プロ野球選手
- 1965年 - 森下和哉、NHKアナウンサー
- 1966年 - 松本玲二、ミュージシャン（TUBE）
- 1966年 - 君島十和子、実業家、元女優
- 1967年 - 矢口史靖、映画監督
- 1967年 - ティム・バージェス、歌手（ザ・シャーラタンズ）
- 1968年 - 桜田昌三、俳優
- 1969年 - 北村龍平、映画監督
- 1969年 - 河瀨直美、映画監督
- 1970年 - 門奈哲寛、元プロ野球選手
- 1970年 - 本田昌毅、医師
- 1971年 - 南勝久、漫画家
- 1971年 - 松元繁、元プロ野球選手
- 1971年 - イディナ・メンゼル、女優
- 1972年 - 保志総一朗、声優
- 1972年 - マニー・ラミレス、プロ野球選手
- 1972年 - 中元綾子、アナウンサー
- 1973年 - 村井宗明、政治家
- 1973年 - 杉田勇、元プロ野球選手
- 1976年 - マグヌス・ノーマン、テニス選手
- 1977年 - 唐橋充、俳優、イラストレーター
- 1977年 - 青木強、声優
- 1977年 - 鶴岡一成、元プロ野球選手
- 1978年 - 糸曽賢志、アニメ演出家
- 1978年 - 小林亮三、ミュージシャン（元cune）
- 1978年 - リョート・マチダ、総合格闘家
- 1979年 - 釘宮理恵、声優
- 1980年 - 太田哲治、声優
- 1980年 - スティーブン・ジェラード、サッカー選手
- 1980年 - 成田良悟、小説家
- 1981年 - 上宮菜々子、テレビ朝日アナウンサー
- 1981年 - 小倉將信、政治家
- 1982年 - 大袈裟太郎、ラッパー
- 1982年 - 内田朝陽、俳優
- 1983年 - 三浦圭介、声優、俳優、ナレーター
- 1983年 - 柳済國、野球選手
- 1983年 - ハイロ・アセンシオ、プロ野球選手
- 1984年 - 国沢一誠、お笑いタレント（元ヒカリゴケ）
- 1984年 - フランク・ハーマン、元プロ野球選手
- 1985年 - 尾形幸子、ファッションモデル
- 1985年 - 物延靖記、水泳選手
- 1985年 - フェルナンド・サラス、プロ野球選手
- 1987年 - 上原香代子、女優、歌手
- 1987年 - 桑子真帆、NHKアナウンサー
- 1987年 - 八木菜摘、元報道記者、元アナウンサー
- 1988年 - アマンダ・ヌネス、元総合格闘家
- 1989年 - 小林竜樹、俳優
- 1989年 - 満島真之介、俳優
- 1989年 - 石川由依、声優、女優
- 1989年 - 長島光那、声優
- 1989年 - 佐倉絆、タレント、実業家、元AV女優
- 1989年 - 岡部大、お笑いタレント（ハナコ）
- 1989年 - 鈴木舞、ヴァイオリニスト
- 1989年 - 野口啓代、スポーツクライマー
- 1989年 - 井上裕大、サッカー選手
- 1989年 - 川畑亜沙美、元野球選手
- 1989年 - 中川結麻、元野球選手
- 1989年 - アレクサンドラ・ドゥルゲル、テニス選手
- 1990年 - 菊里藍、元AV女優
- 1990年 - 李佳祺、フィギュアスケート選手
- 1990年 - エウリー・ペレス、プロ野球選手
- 1990年 - ユナ、歌手（少女時代）
- 1990年 - ザック・ウィーラー、プロ野球選手
- 1991年 - 茨田陽生、サッカー選手
- 1991年 - 真柴咲紀、元バレーボール選手
- 1992年 - NANAKA、歌手（BRIGHT）
- 1992年 - 高橋香波、女優
- 1993年 - 髙藤直寿、柔道家
- 1993年 - 福士蒼汰、俳優
- 1993年 - 須藤俊、アーティスト（ハルカミライ）
- 1993年 - セゴレーヌ・ルフェーブル、プロボクサー
- 1994年 - 星咲花那、歌手
- 1994年 - 小野泰己、プロ野球選手
- 1994年 - 穂積諒、サッカー選手
- 1995年 - 佐々木大地、将棋棋士
- 1995年 - 橋本南、ハンドボール選手
- 1995年 - ジョナ・ハウアー＝キング、俳優
- 1995年 - 小谷みのり、元AV女優
- 1995年 - 内田靖人、元プロ野球選手
- 1996年 - 奈月セナ、グラビアアイドル
- 1996年 - 重田倫明、元プロ野球選手
- 1997年 - 小嶋真子、タレント（元AKB48）
- 1998年 - 新谷姫加、タレント、アイドル（元Party Rockets GT）
- 1998年 - 桃野美桜、プロレスラー
- 1998年 - 河野竜生、プロ野球選手
- 1999年 - 堀海登、俳優
- 1999年 - すしらーめん、youtuber
- 1999年 - 駿河メイ、プロレスラー
- 1999年 - 鵜飼航丞、プロ野球選手
- 2000年 - 青山新、演歌歌手
- 2001年 - 鈴木碧斗、陸上競技選手
- 2001年 - 鈴木冬一、サッカー選手
- 2002年 - 豆原一成、アイドル（JO1）
- 2002年 - kanaria、ボカロP、作詞家、作曲家、編曲家
- 2005年 - 関沼海亜、サッカー選手
- 2006年 - 横山颯大、サッカー選手
- 2007年 - 中山あやか、ファッションモデル
- 生年不詳 - 菊地慧、声優
- 生年不詳 - 千原江理子、声優
- 生年不詳 - 柊優花、声優
- 生年不詳 - KENSUKE、ミュージシャン（Qyoto）
- 生年不詳 - しぐれうい、イラストレーター、バーチャルYouTuber
- 生年不詳 - あごバリア、ゲームクリエイター（+ 2016年）

## 忌日

### 人物

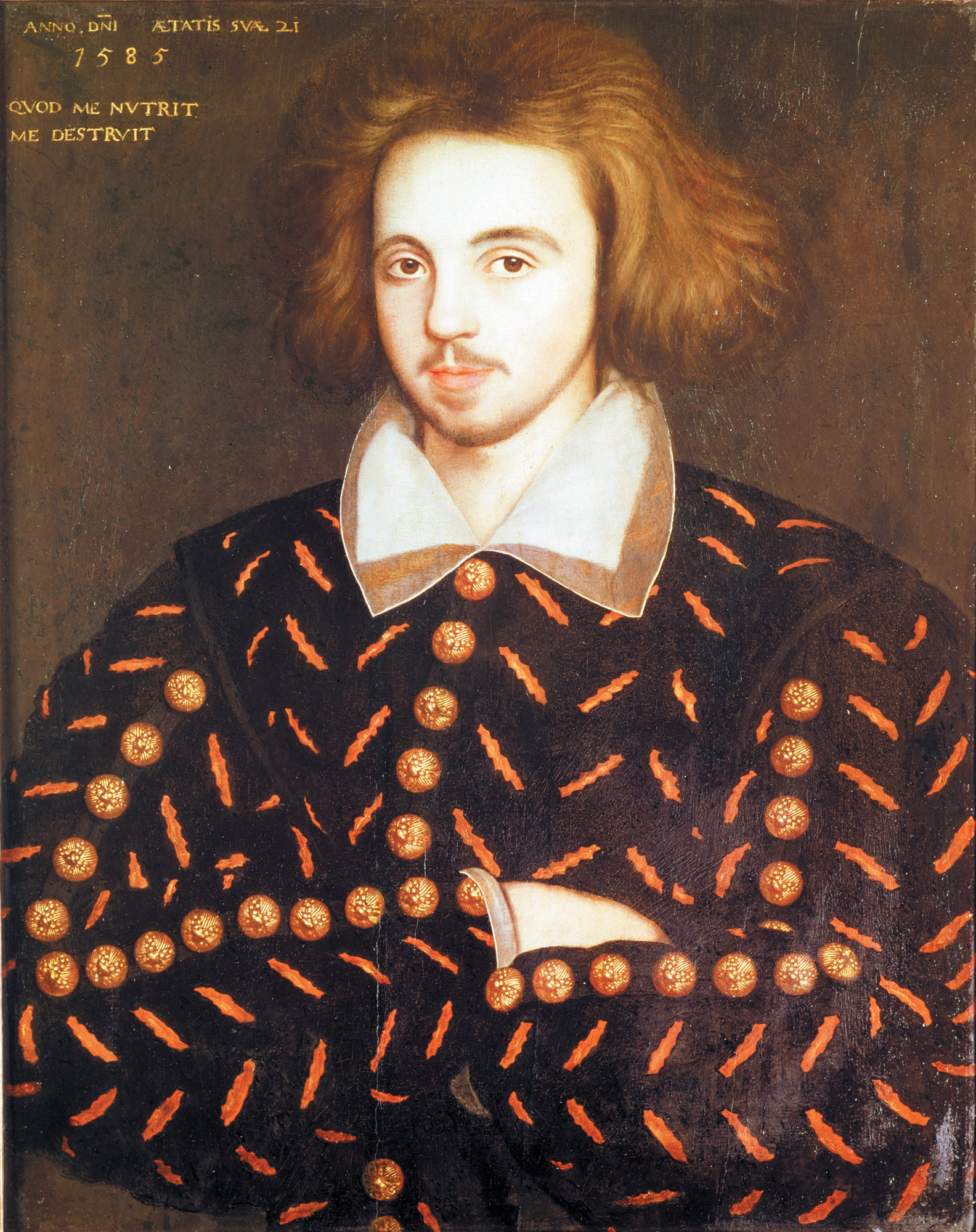
劇作家クリストファー・マーロウ(1564-1593)刺殺される。

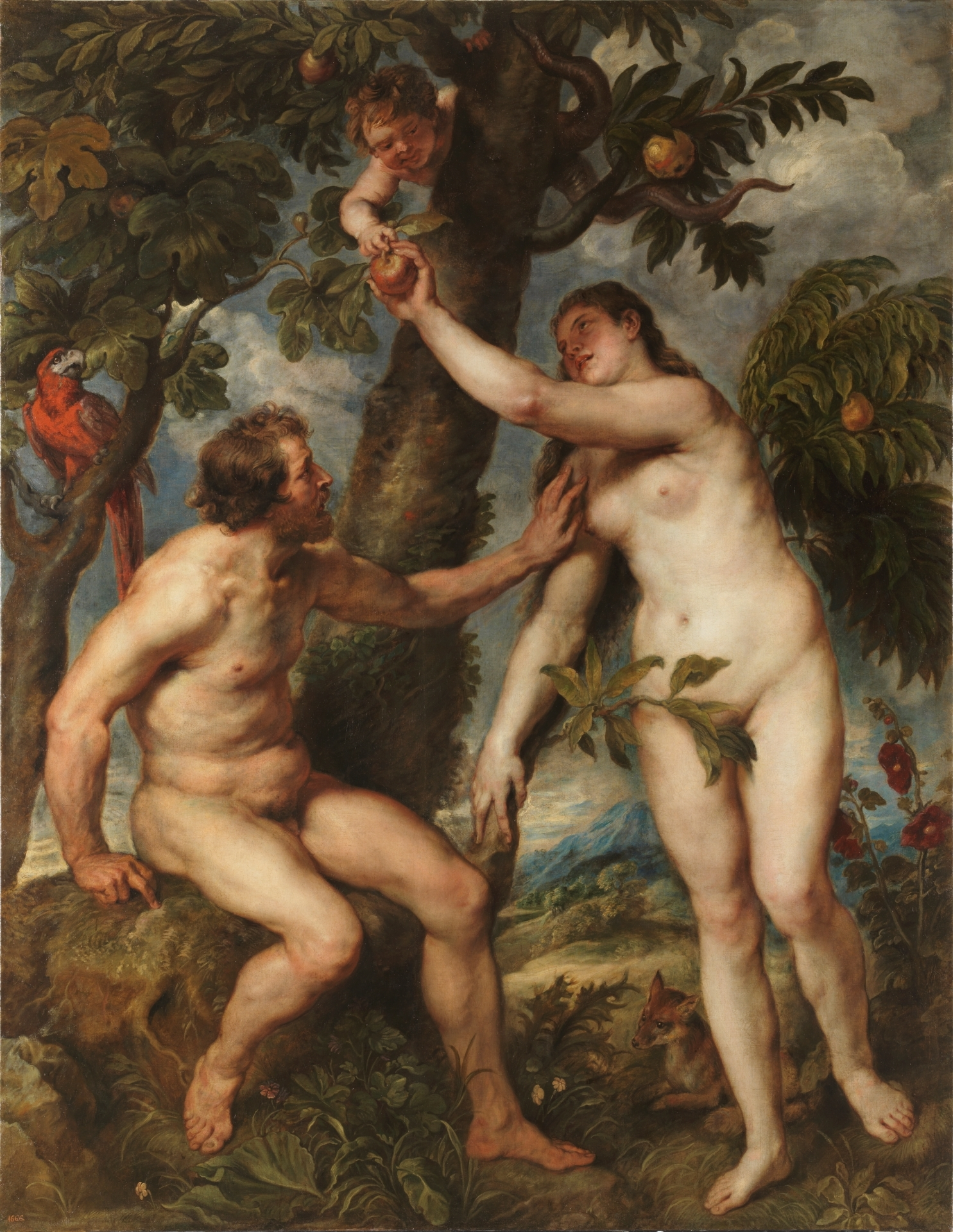
画家ピーテル・パウル・ルーベンス(1577-1640)没。画像は『アダムとイヴ』(1628-29)

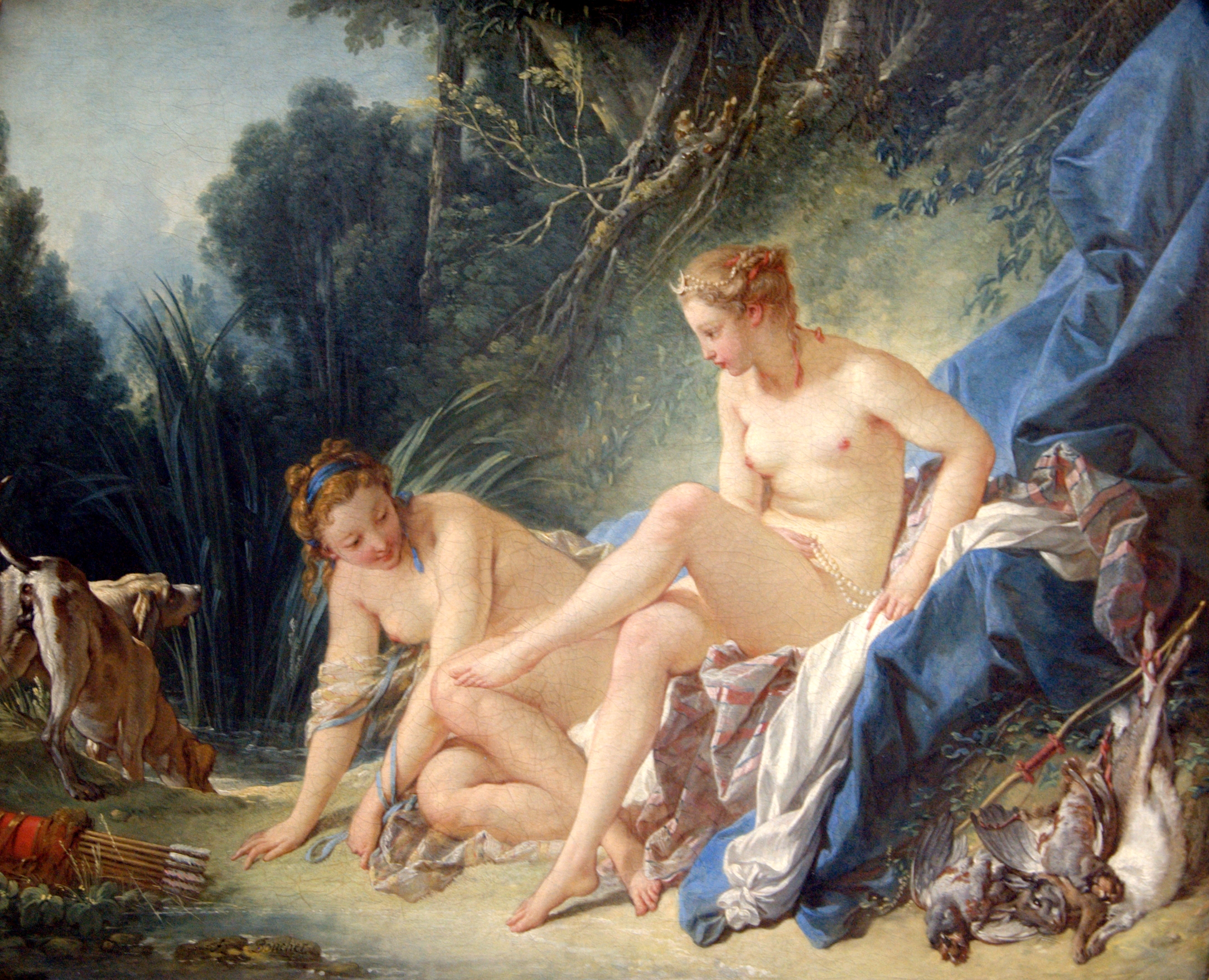
画家フランソワ・ブーシェ(1703-1770)没。画像は『水浴のディアナ』(1742)

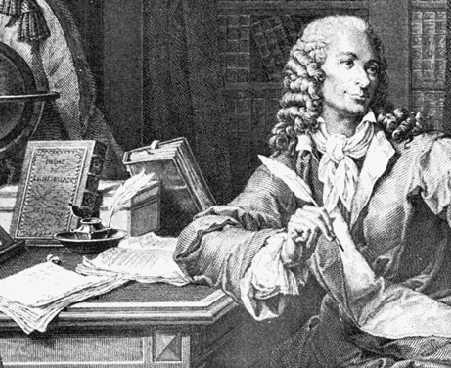
啓蒙主義哲学者、ヴォルテール(1694-1778)没。

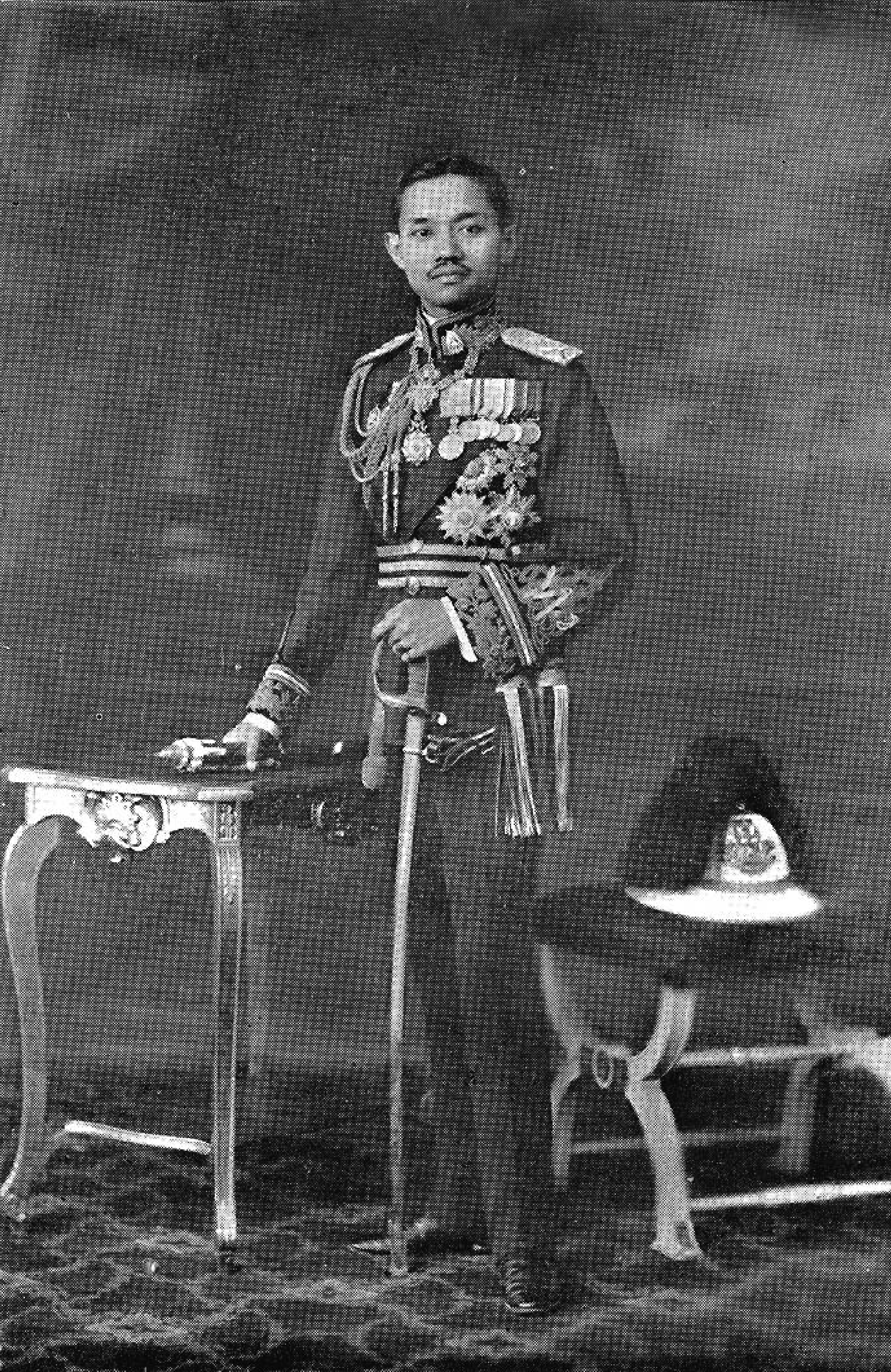
タイ国王ラーマ7世(1893-1941)没。

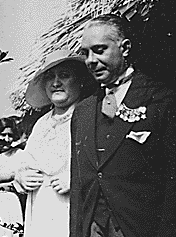
ドミニカ共和国のラファエル・トルヒーヨ(1891-1961)没。

- 1252年 - フェルナンド3世、カスティーリャ王（* 1201年）
- 1431年 - ジャンヌ・ダルク、オルレアンの少女、聖女（* 1412年）
- 1518年（永正15年4月21日） - 上杉朝良、武蔵国の戦国大名
- 1560年（永禄3年5月6日） - 華陽院、徳川家康の外祖母（* 1492年）
- 1574年 - シャルル9世、フランス王（* 1550年）
- 1576年（天正4年5月3日） - 塙直政、戦国武将
- 1593年 - クリストファー・マーロウ、劇作家（* 1564年）
- 1594年 - バラッシ・バーリント、詩人（* 1554年）
- 1640年 - ピーテル・パウル・ルーベンス、画家（* 1577年）
- 1650年（慶安3年5月1日） - 上田重安、戦国武将、上田宗箇流流祖、造園家（* 1563年）
- 1695年 - ピエール・ミニャール、画家（* 1612年）
- 1730年 - アラベラ・チャーチル、イングランド王ジェームズ2世の愛妾（* 1648年）
- 1744年 - アレキサンダー・ポープ、詩人（* 1688年）
- 1745年 - ヨハン・アダム・クルムス、解剖学者（* 1689年）
- 1770年 - フランソワ・ブーシェ、画家（* 1703年）
- 1776年（安永5年4月13日） - 池大雅、画家（* 1723年）
- 1778年 - ヴォルテール、哲学者、作家（* 1694年）
- 1863年（文久3年4月13日） - 清河八郎、浪士組結成者（* 1830年）
- 1873年 - ベネディクト・モレル、医学者、精神科医（* 1809年）
- 1876年 - ヨーゼフ・クリーフーバー、版画家、画家（* 1800年）
- 1877年 - 淵辺群平、西南戦争薩摩軍鵬翼隊大隊長（* 1840年）
- 1882年 - ウィリアム・バートン・ロジャース、地質学者、物理学者、教育者、マサチューセッツ工科大学創立者（* 1804年）
- 1888年 - ルイ・ビュベロ、画家（* 1814年）
- 1901年 - ヴィクトール・ドント、弁護士、セールスマン、法学者、数学者、ドント方式考案者（* 1841年）
- 1907年 - オットマール・アンシュッツ、写真家（* 1846年）
- 1911年 - ミルトン・ブラッドリー（英語版）、実業家、玩具・ボードゲーム製作者（* 1836年）
- 1912年 - ウィルバー・ライト、ライト兄弟の兄（* 1867年）
- 1918年 - ゲオルギー・プレハーノフ、ロシアの社会主義者（* 1856年）
- 1934年 - 東郷平八郎、日本海軍の元帥（* 1848年）
- 1937年 - アレクサンダー・ユスト（英語版）、化学者、発明家、タングステンフィラメント電球開発者（* 1874年）
- 1938年 - 有元史郎、教育者、政治家、芝浦工業大学創設者、第4代岡山県津山市長（* 1896年）
- 1941年 - ラーマ7世、タイ・チャクリー王朝第7代国王（* 1893年）
- 1946年 - ルイス・スローティン、物理学者、化学者（* 1910年）
- 1947年 - ゲオルク・フォン・トラップ、オーストリア＝ハンガリー帝国の海軍軍人（* 1880年）
- 1947年 - 中山省三郎、詩人、ロシア文学翻訳家（* 1904年）
- 1950年 - 三代目三遊亭歌笑、落語家（* 1917年）
- 1951年 - ヘルマン・ブロッホ、小説家（* 1886年）
- 1952年 - アルバート・ラスカー、実業家（* 1880年）
- 1955年 - 佐々木到一、陸軍軍人（* 1886年）
- 1956年 - カール・ノイベルグ、生化学者（* 1877年）
- 1960年 - ボリス・パステルナーク、小説家、詩人（* 1890年）
- 1961年 - ラファエル・トルヒーヨ、ドミニカ共和国大統領（* 1891年）
- 1964年 - レオ・シラード、物理学者（* 1898年）
- 1965年 - ルイス・イェルムスレウ、言語学者（* 1899年）
- 1967年 - クロード・レインズ、俳優（* 1889年）
- 1968年 - 古武弥四郎、生化学者（* 1879年）
- 1971年 - ノーマン・ウィルキンソン（英語版）、画家、ダズル迷彩考案者（* 1878年）
- 1971年 - マルセル・デュプレ、オルガニスト、作曲家（* 1886年）
- 1972年 - 奥平剛士、日本赤軍の活動家（* 1945年）
- 1976年 - 渕田美津雄、日本海軍の大佐（* 1902年）
- 1976年 - マックス・キャリー、元プロ野球選手（* 1890年）
- 1977年 - ポール・デスモンド、ジャズサックス奏者（* 1924年）
- 1977年 - 小菅健吉、教育者（* 1897年）
- 1978年 - 片山哲、政治家、第46代内閣総理大臣（* 1887年）
- 1978年 - 新関八洲太郎、実業家、元三井物産社長（* 1897年）
- 1980年 - 天津乙女、女優、宝塚歌劇団月組（* 1905年）
- 1981年 - 北野隆春、実業家、スタンレー電気創業者（* 1891年）
- 1981年 - 柳井隆雄、脚本家（* 1902年）
- 1981年 - 横沢四郎、元プロ野球選手（* 1906年）
- 1981年 - 中村忠雄、政治家、元茨城県龍ケ崎市長（* 1909年）
- 1983年 - 山本康夫、歌人（* 1902年）
- 1985年 - 今里広記、実業家、財界人（* 1908年）
- 1986年 - ハンク・モブレー、ジャズサックス奏者（* 1930年）
- 1986年 - 森永貞一郎、大蔵官僚、銀行家、第5代東京証券取引所理事長、第23代日本銀行総裁（* 1910年）
- 1987年 - 出羽ノ花國市、元大相撲力士、第4代日本相撲協会理事長（* 1909年）
- 1987年 - 結束信二、脚本家（* 1926年）
- 1989年 - 田淵行男、山岳写真家、高山蝶研究家（* 1905年）
- 1992年 - カール・カルステンス、政治家、第5代ドイツ連邦大統領（* 1914年）
- 1992年 - クレイグ・エルウッド、建築家（* 1922年）
- 1992年 - 井上光晴、小説家（* 1926年）
- 1993年 - 麻生武治、スキー選手、陸上競技選手、登山家（* 1899年）
- 1994年 - エズラ・タフト・ベンソン、末日聖徒イエス・キリスト教会大管長（* 1899年）
- 1994年 - フアン・カルロス・オネッティ、小説家（* 1909年）
- 1994年 - 真田重蔵、元プロ野球選手（* 1923年）
- 1995年 - アーサー・ヤング、発明家、ヘリコプター技術者、哲学者（* 1905年）
- 1996年 - 中村きい子[18]、小説家（* 1928年）
- 2000年 - 保立旻、政治家、第5代東京都小金井市長（* 1916年）
- 2000年 - 池真理子、歌手、元宝塚歌劇団24期生（* 1917年）
- 2000年 - 井上大輔、ミュージシャン（* 1941年）
- 2002年 - 竹本孫一、政治家、民社党衆議院議員（* 1906年）
- 2002年 - 中沢信午、生物学者（* 1918年）
- 2003年 - 望月稔、武道家（* 1907年）
- 2003年 - ミッキー・モスト、音楽プロデューサー（* 1938年）
- 2005年 - 貴ノ花利彰、元大相撲大関、年寄11代二子山（* 1950年）
- 2006年 - 丸田芳郎、実業家、元花王社長（* 1914年）
- 2006年 - 本多貫一、政治家、元愛知県西尾市長（* 1917年）
- 2006年 - 今村昌平、映画監督（* 1926年）
- 2007年 - ジャン＝クロード・ブリアリ、俳優（* 1933年）
- 2008年 - ボリス・シャハリン、体操選手（* 1932年）
- 2008年 - 内田勝、編集者、第三代週刊少年マガジン編集長、元アニマックス顧問（* 1935年）
- 2009年 - エフライム・カツィール、政治家、元イスラエル大統領（* 1916年）
- 2009年 - トルステン・アンデルソン、画家（* 1926年）
- 2010年 - 青木半治、陸上競技選手、元日本陸上競技連盟会長（* 1915年）
- 2010年 - ユーリ・チェスノコフ、バレーボール選手、1964年東京五輪金メダリスト（* 1933年）
- 2010年 - 中村昭治、アナウンサー（* 1982年）
- 2011年 - ルー・グルーン、実業家、マクドナルドフィレオフィッシュ発案者（* 1917年）
- 2011年 - 伊藤四郎、元プロ野球選手（* 1932年）
- 2011年 - 川並弘昭、教育者、元(学)東京聖徳学園理事長・聖徳大学・聖徳大学短期大学部学長（* 1933年）
- 2011年 - 清水昶、詩人、評論家（* 1940年）
- 2011年 - リッキー・ブルーフ、陸上競技選手（* 1946年）
- 2012年 - 織田廣喜、画家 （* 1914年）
- 2012年 - アンドリュー・フィールディング・ハクスリー、生理学者、生物物理学者、ノーベル生理学・医学賞受賞者（* 1917年）
- 2012年 - ジャック・トゥィマン、バスケットボール選手、バスケットボール殿堂（* 1934年）
- 2012年 - 尾崎紀世彦、歌手（* 1943年）
- 2013年 - 石河利寛、運動生理学者（* 1919年）
- 2013年 - 清水慎次郎、実業家、元三井物産社長（* 1937年）
- 2013年 - 森郁夫、考古学者、帝塚山大学名誉教授（* 1938年）
- 2014年 - 粕谷一希、出版人、文筆家、元都市出版社長（* 1930年）
- 2014年 - エウヘニオ・ヘオルヘ、バレーボール指導者（*1933年）
- 2015年 - ボー・バイデン、アメリカ合衆国デラウェア州司法長官（* 1969年）
- 2016年 - 後藤次男、元プロ野球選手（* 1924年）
- 2016年 - 朝倉響子、彫刻家（* 1925年）
- 2016年 - 小川光三、写真家（* 1928年）
- 2016年 - 石井忠、漂着物研究者（* 1937年）
- 2017年 - 吉本晴彦、実業家、大阪マルビル元会長（* 1923年）
- 2018年 - 狩野忠正、建築家（* 1938年）
- 2019年 - フランク・ルーカス、元麻薬密売人（* 1930年）
- 2020年 - 金容雲、数学者、漢陽大学校名誉教授（* 1927年）
- 2020年 - マディ・メスプレ、オペラ歌手（* 1931年）
- 2020年 - ボビー・モロー、陸上競技選手、1956年メルボルン五輪三冠金メダリスト（* 1935年）
- 2020年 - 蒲池愛、作曲家、ピアニスト（* 1972年）
- 2021年 - 稲岡耕二、万葉学者、東京大学名誉教授（* 1929年）
- 2021年 - 小林亜星、作曲家（* 1932年）
- 2021年 - リック・ミッチェル、陸上競技選手（* 1955年）
- 2021年 - 長嶋はるか、声優（* 1987年）
- 2021年 - ジェイソン・デュパスキエ、ロードレーサー（* 2001年）
- 2022年 - 松井守男、画家（* 1942年）
- 2023年 - 植村義信、プロ野球選手、監督（* 1935年）
- 2023年 - ジョン・ビーズリー、俳優（* 1943年）
- 2024年 - トム・バウアー、俳優（* 1938年）
- 2024年 - 錦仁、国文学者、新潟大学名誉教授（* 1947年）
- 2024年 - 日暮泰文、実業家、音楽評論家、Pヴァイン・レコード創業者（* 1948年）
- 2024年 - 西村則夫、裁判官（* 1949年）
- 2024年 - 鴫野彰、アニメーション演出家、監督（* 1954年）
- 2025年 - ロレッタ・スウィット、女優、動物福祉活動家（* 1937年）
- 2025年 - 鎌田東二、宗教哲学者、神道学者、民俗学者、ソングライター、京都大学名誉教授（* 1951年）
- 2025年 - ヴァレリー・マハフェイ、女優（* 1953年）
- 2025年 - 西尾芳彦、作曲家、作詞家、音楽プロデューサー（* 1961年）

### 人物以外（動物など）
- 2023年 - ナイスネイチャ、競走馬、種牡馬（* 1988年）

## 記念日・年中行事

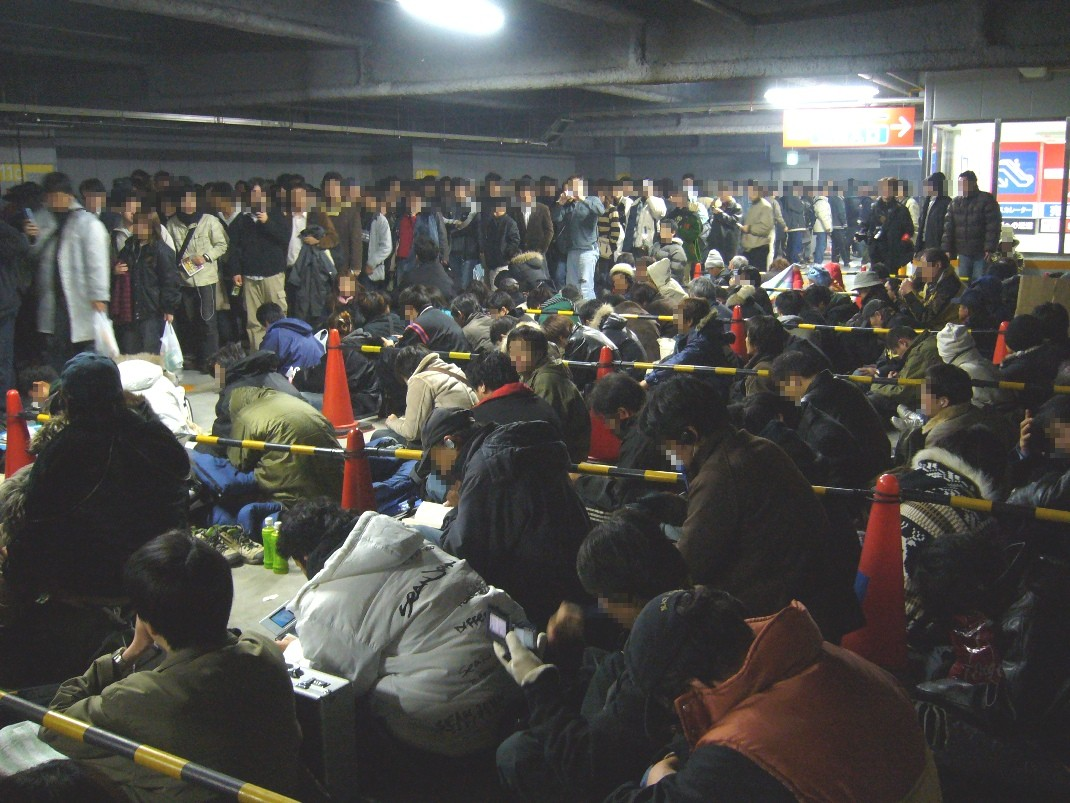
消費者の日。画像はゲーム機を買うために並ぶ人々(2006)

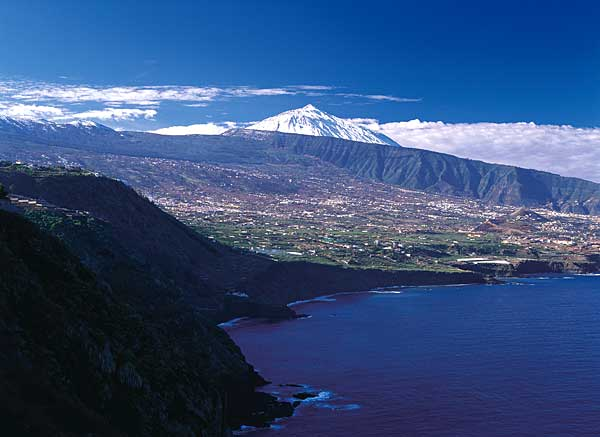
カナリア諸島の日。画像はテイデ山

- インド人到達の日（英語版）（ トリニダード・トバゴ）
1845年のこの日に初めてインドからの移民がトリニダードに来たことを記念。
- カナリア諸島の日（ スペイン）
スペインの地方別の休日の1つ[19]。
- 消費者の日（ 日本）
1968年のこの日に消費者保護基本法が公布・施行されたことにちなみ、日本政府が1977年に制定[20]。
- ごみゼロの日（ 日本）
1975年に愛知県豊橋市で「530（ごみゼロ）運動」が始まったのがきっかけで、日本各地にこの運動が広まった。1993年には、厚生省（現厚生労働省）が5月30日〜6月5日を「ごみ減量化推進週間」に定めた。日付は「ゴ(5)ミ(3)ゼロ(0)」の語呂合せ[21]。
- 掃除機の日（ 日本）
1982年、関東知事会が「ごみゼロ」を推進するためにこの日を「お掃除の日」として制定。1986年、日本電機工業会が、掃除機を活用して「530（ごみゼロ）運動」を達成してほしいとして「お掃除の日」を実施。1997年に「掃除機の日」に改称された[21]。
- アーモンドミルクの日（ 日本）
アーモンドミルクの認知度向上を目的としてアーモンドミルク研究会が制定し、日本記念日協会によって登録。原材料のアーモンドが5月下旬より実がなり始めることと、「30」を「実（み＝3）が丸く（○＝0）なる」と読む語呂合わせなどからこの日となった[22][23]。